# Alphonse Devos
Alphonse Charles Devos (Sint-Niklaas, 8 juni 1882 - 15 augustus 1959) was een Belgisch volksvertegenwoordiger.

## Levensloop
Devos was vakbondssecretaris. In 1921 werd hij socialistisch volksvertegenwoordiger voor het arrondissement Sint-Niklaas. In eerste instantie was de onafhankelijke Charles Van de Walle verkozen, maar zijn verkiezing werd ongeldig verklaard. Devos vervulde het mandaat tot in 1925.
Van 1927 tot 1946 was hij gemeenteraadslid in Sint-Niklaas.